# Ima Sanchís Jost
Ima Sanchís Jost   (Barcelona, 1963) és una periodista de La Vanguardia.
Va decidir dedicar-se a escriure després de guanyar un concurs escolar de Coca-Cola i amb 17 anys ja treballava de periodista. El 1979 va cobrir informativament la guerra civil a El Salvador. Va estudiar periodisme a la UAB. Va començar treballant a Ultima hora, El Periódico, Intervíu i Elle.
Va crear la secció d'entrevistes La Contra de la Vanguardia el 13 de gener del 1998 amb Víctor Amela i Lluís Amiguet, una secció el 2023 va complir 25 anys. El 2004 va publicar el llibre El don de arder: mujeres que están cambiando el mundo, amb la recopilació de 60 entrevistes publicades a La Vanguardia. Va formar part de la llista de les 100 dones més influents de Catalunya del 2025 segons la revista Forbes.